# Lampada ad alogenuri metallici

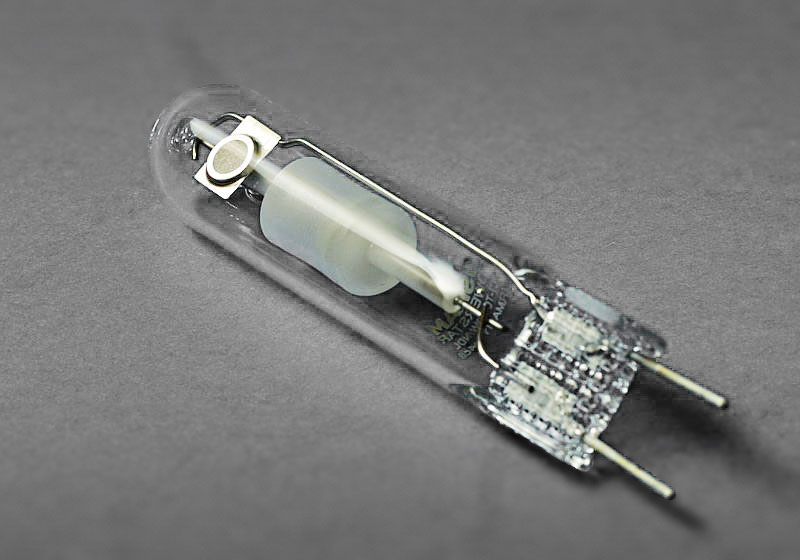
Halogen-Metalldampflampe HCI-TC G8,5 70W/942

La lampada ad alogenuri metallici o a ioduri metallici o lampada HQI è un'evoluzione della lampada ai vapori di mercurio e ha un analogo principio di funzionamento.

## Storia
Le lampade ad alogenuri metallici erano inizialmente disponibili solo con il tubo di scarica in quarzo; successivamente, verso la metà degli anni '90, sono state immesse in commercio delle lampade ad alogenuri metallici con tubo di scarica formato da materiali ceramici.

## Descrizione
Si differenziano sostanzialmente per il tipo di gas contenuto nel tubo di scarica e per la forma e finitura dell'ampolla. Il tubo di scarica contiene al proprio interno, oltre al mercurio, ioduri di sodio di tallio e indio. Nelle lampade più evolute vengono inserite anche le terre rare come il disprosio, l'olmio, il tulio e il cesio che permettono una migliore distribuzione spettrale e di efficienze luminose spettrali.

## Caratteristiche
Le lampade ad alogenuri in genere hanno una posizione di funzionamento obbligatoria e dei tempi di accensione e riaccensione simili a quelli delle lampade ai vapori di mercurio.
La temperatura di colore subisce variazioni che vanno dai 2.000 ai 3.000 kelvin, il valore dell'indice di resa cromatica (Ra) varia tra 65 a 95. L'efficienza luminosa oscilla tra gli 80 e gli oltre 95 lm/W al variare della potenza e della tipologia della lampada. Una lampada ad alogenuri metallici ha una durata di vita teorica stimata intorno alle 6.000 ore.
A fine vita, a causa dell’esaurimento degli alogenuri, queste lampade diventano instabili durante il funzionamento, causando il fenomeno della repentina accensione e spegnimento, in inglese detto “cycling”, fino a quando non si esauriscono completamente e non possono più nemmeno essere accese.